# Bors Béla
Bors Béla (Budapest, 1924. október 21. – Győr, 2009. április 24.) magyar színész.

## Életpályája
Magántársulatokban kezdte pályáját 1945-től. 1950-től a Fővárosi Varieté szerződtette. 1953-tól a szolnoki Szigligeti Színház színésze volt. 1960 és 1984 között a győri Kisfaludy Színház színművésze volt. Jellegzetes alakja volt Győr sétálóutcájának. Fehér kalapja, mindig kifogástalan úriember öltözete és közvetlen stílusa sokakat rabul ejtett egy-egy beszélgetésre. Lételeme volt a közönség és a közösség. 

## Fontosabb színházi szerepei
- William Shakespeare: Szentivánéji álom... Orrondi, üstfoltozó (a közjátékban Fal)
- William Shakespeare: Romeo és Júlia... Patikárius
- William Shakespeare: Othello... Gratiano, Brabantio testvére
- William Shakespeare: A makrancos hölgy... Péter
- William Shakespeare: Macbeth... Seyton
- Benjamin Jonson: Volpone... Corbaccio (Keselyű)
- Pierre-Augustin Caron de Beaumarchais: Figaro házassága... Dupla-Marék írnok, Don Gusman titkára
- Edmond Rostand: Cyrano... Első márki; Poéta
- Iszaak Oszipovics Dunajevszkij: Szabad szél... Foma
- Victorien Sardou - Émile de Najac: Váljunk el!... Clavignac
- Harriet Beecher Stowe: Tamás bátya kunyhója... Dirke
- John Steinbeck: Egerek és emberek... Crooks
- Móricz Zsigmond: Nem élhetek muzsikaszó nélkül... Gergő
- Bródy Sándor: A tanítónő... Lovászinas
- Heltai Jenő: A néma levente... Öreg pap
- Gergely Sándor: Vitézek és hősök... Braun
- Kodály Zoltán: Háry János... Krucifix generális
- Eisemann Mihály: Bástyasétány 77... Dr. Csóka
- Ábrahám Pál: Bál a Savoyban... Pomerol, a Savoy főpincére
- Kacsóh Pongrác: János vitéz... Keszeg
- Lehár Ferenc: A mosoly országa... Szu Csong; Fő eunuch
- Lehár Ferenc: Luxemburg grófja... Második bíró
- Berté Henrik: Három a kislány... Novotny, titkosrendőr
- Jacobi Viktor: Sybill... Szeszcsakov, titkosrendőr
- Kálmán Imre: Az ördöglovas... Sedlnitzky, rendőrfőnök
- Kálmán Imre: Marica grófnő... Patikus
- Fényes Szabolcs: Maya... Rendőrtiszt
- Szinetár György: A nemzet csalogánya... Pucer
- Dékány András – Baróti Géza: Dankó Pista... Bittó, halászmester
- Gáspár Margit: Égiháború... Plutus
- Sós György: Pettyes... András
- Tokaji György: Madárijesztő... Ede
- Kállai István: Majd a papa... Sümegi

## Filmek, tv
- Fekete gróf (NSZK)